# ピウス8世 (ローマ教皇)
ピウス8世（Pius VIII、1761年11月20日 - 1830年11月30日）は、ローマ教皇（在位1829年3月31日 - 1830年11月30日）、カトリック教会の司祭。本名、フランチェスコ・サヴェリオ・カスティリオーニ（Francesco Saverio Castiglioni）。ナポレオン後の欧州の新体制にカトリック教会がどう順応していくかという方向性を模索しつづけた。

## 生涯
1761年、教皇領のチンゴリで貴族の家に生まれたカスティリオーニの前半生において、ヨーロッパはまさにナポレオン時代であった。彼もフラスカーティの司教時代、政治抗争に巻き込まれる形でフランスへ連行されている。1816年にナポレオン後のヨーロッパの新秩序（いわゆるウィーン体制）が構築され、教皇庁と教皇領が復興すると、カスティリオーニは枢機卿に任命され、教皇レオ12世の側近となった。レオ12世没後のコンクラーヴェで新教皇に選ばれると、カスティリオーニはピウス8世を名乗った。
ピウス8世の教皇在職時代のヨーロッパは、ナポレオン後の不安定な時期であった。ピウス8世はこの不安定さの原因が秘密結社とプロテスタントの策動にあると考えていたらしく、この両者を厳しく糾弾している。フランスでは七月革命によって、ルイ・フィリップが即位する。ピウス8世はフランスの教会を再びフランス政府の手から取り戻したいと考えつつ、ルイ・フィリップをフランス王として承認している。またこの時代、イギリスではカトリック教徒解放令（1829年）が出され、ドイツでは異宗婚（宗教が違う者同士の結婚）が初めて教会によって認められるようになった。近代国家へと変質ししつづける欧州の諸国家に、カトリック教会がどう対応していくかが問われていたのである。
ピウス8世が1830年に急の病を得てそのまま逝去すると、グレゴリウス16世がその後を継いだ。